# NGC 3608
NGC 3608 é uma galáxia elíptica (E2) localizada na direcção da constelação de Leo. Possui uma declinação de +18° 08' 53" e uma ascensão recta de 11 horas, 16 minutos e 59,0 segundos.
A galáxia NGC 3608 foi descoberta em 14 de Março de 1784 por William Herschel.